# Calone (biologia)
Calone è una vecchia denominazione, introdotta da sir Sharpey-Schäfer nel 1913, per indicare fattori con funzione di tipo inibitorio presenti nelle secrezioni ghiandolari, rilasciati dalle cellule per mantenere sotto controllo la normale proliferazione.
In realtà sembra che esistano svariate proteine con proprietà di calone: una di esse fu isolata nel 1976 dal fegato di coniglio e poi di ratto adulto; in questi animali tale proteina inibiva le mitosi, ma sugli epatociti maligni aveva effetto opposto, e cioè stimolatore.
L'inibizione da contatto che si osserva nelle colture cellulari ha anche dei corrispettivi in vivo: l'esempio più conosciuto è quello del controllo della proliferazione delle cellule epatiche dopo epatectomia. La rimozione di parte del fegato, infatti, porta alla sua rigenerazione per disinibizione dell'arresto mitotico fisiologico; negli stadi finali della rigenerazione, però, gli epatociti cessano di duplicarsi e rientrano in quiescenza. Quest'ultimo fenomeno sarebbe mediato proprio dal calone. Quando il fegato ha un volume normale, la sua concentrazione è massima; ecco come si spiega il motivo per cui le trasfusioni di sangue normale inibiscono le mitosi nel ratto andato incontro ad epatectomia. Dopo l'intervento il calone si riduce: ne risulta un effetto stimolante sulla proliferazione epatica.
Una maggiore caratterizzazione si è avuta sui caloni di origine epidermica. Il calone cutaneo è una glicoproteina di 34 KDa, tessuto-specifica ma poco specie-specifica. Blocca il ciclo cellulare nella fase G1, prevenendo così la fase S (di sintesi macromolecolare) e quindi la fase M (di mitosi vera e propria). La loro capacità di far rientrare le cellule in fase G0 (arresto) ne fa anche degli agenti biologici con potere induttore del differenziamento. Il calone epidermico G1 sembra controllare la proliferazione delle cellule adulte, mentre il calone G2 regolerebbe quelle primitive. Dati biochimici indicano che il calone si legherebbe al DNA comportandosi da repressore della trascrizione; altri studi indicherebbero invece che potrebbe innalzare le concentrazioni intracellulari dell'AMP ciclico (secondo messaggero), il quale attraverso la protein-chinasi A porterebbe alla fosforilazione di vari bersagli proteici ed alla traslocazione nucleare di alcune isoforme di protein-chinasi C. Questi cambiamenti indurrebbero così il differenziamento cellulare.
Molte di queste caratteristiche sono ricapitolate da proteine nucleari come certi istoni e le proteine HMG (High Mobility Group). Entrambe sono proteine con elevata percentuale di residui aminoacidici acidi e/o basici che normalmente legano il DNA ed hanno funzione di compattamento della cromatina. Non è però recente l'informazione che in situazioni para-fisiologiche e con meccanismo ancora sconosciuto, queste proteine possano uscire dal nucleo ed addirittura attraversare la membrana cellulare per essere riversate nell'ambiente extracellulare. Qui, le HMG sembrano modulare diversi fenomeni collegati al differenziamento cellulare. È stato un gruppo italiano che in più riprese negli anni '90 ha dimostrato che la HMG1 è essenziale al differenziamento delle cellule nell'eritroleucemia del topo. Inoltre, la sua secrezione da parte di astrociti stimolati con corticosteroidi riesce a differenziare in vitro le cellule di neuroblastoma LAN5. Più recentemente, è stato dimostrato che quando viene prodotta dai condrociti durante il periodo embrionale, può controllare la maturazione dei tessuti che andranno incontro ad ossificazione con effetto simile alle chemochine. Per quanto riguarda gli istoni, invece, la loro proprietà di messaggeri periferici è ormai un fatto accettato: gli istoni H2A ed H2B sono capaci di indurre la secrezione di prolattina, mentre l'istone H3 riesce ad indurre la secrezione di tutti gli ormoni ipofisari ed un ruolo per l'istone H4 è stato parimenti provato. Tuttavia, il meccanismo molecolare di questi fenomeni non sembra mediato dall'AMP ciclico, bensì dall'asse calcio-diacilglicerolo che agirebbe sia attraverso alcune isoforme di protein-kinasi C, con l'aiuto della proteina calcio-legante calmodulina.
Un'altra classe di proteine cui si è attribuita la funzione di calone è quella dei fattori di crescita trasformanti (o Tansforming Growth Factors; TGFs), polipeptidi o glicopeptidi dotati di azioni prevalentemente inibitorie sulla replicazione cellulare. Agiscono tramite recettori specifici (ve ne sono 3 o 4 tipi) che, a differenza dei classici recettori tirosin chinasici dei fattori di crescita convenzionali, hanno azione chinasica verso i residui di serina o treonina. La loro azione molecolare consente di traslocare a livello del nucleo cellulare delle proteine chiamate SMAD, che legano il DNA e fungono da repressori della trascrizione.